# Dan Bylsma
Daniel Brian "Dan" Bylsma, född 19 september 1970 i Grand Haven i Michigan, är en amerikansk ishockeytränare och före detta professionell ishockeyspelare som tränade senast Seattle Kraken i National Hockey League (NHL). Han har tidigare tränat Pittsburgh Penguins och Buffalo Sabres.
Arbetet för Penguins var Bylsmas första som huvudtränare, dessförinnan hade han säsongen innan huvudansvaret för Penguins samarbetspartner i AHL, Wilkes-Barre/Scranton Penguins.
20 april 2017 meddelade Sabres ägare Terrence Pegula att Sabres hade avskedat Bylsma med omedelbar verkan.

## Spelarkarriär
Under Dan Bylsmas aktiva karriär gjorde han 19 mål och 43 assist för totalt 62 poäng, tillsammans med 184 utvisningsminuter, på 429 matcher i NHL för Los Angeles Kings (1995-2000) och Anaheim Mighty Ducks (2000-2004). Han spelade som defensiv forward, men slutade på grund av skada vid NHL-lockouten säsongen 2004–05.